# جراند ثفت أوتو (غيم بوي أدفانس)
جراند ثفت أوتو (بالإنجليزية: Grand Theft Auto)‏، أيضاً يعرف كـجراند ثفت أوتو أدفانس (بالإنجليزية: Grand Theft Auto Advance)‏، هي لعبة فيديو من نوع المغامرات وحرب العصابات، اصدرتها شركة روكستار جيمز في 2004 لجهاز غيم بوي أدفانس.

## وصلات خارجية
- غراند ثفت أوتو أدفانس على موقع IMDb (الإنجليزية)